# 비목나무
비목나무는 일본과 중국에도 분포하며 높이는 10-15m, 줄기 지름은 40cm 정도까지 자란다. 한국에서는 주로 황해도 이남 지역에서 자라며 보얀목 또는 백목이라고도 한다. 나무껍질은 황백색을 띠고, 새로 나온 가지는 회백색을 띤다. 잎은 어긋나고, 잎 가장자리는 밋밋하며 레몬 비슷한 향이 난다. 꽃은 노란색을 띠며, 4-5월에 암꽃과 수꽃이 각각 다른 그루에서 산형꽃차례로 모여 핀다. 둥근 열매는 9월에 붉은색으로 익는다. 이 식물은 추위, 건조, 대기오염에 대한 저항성이 매우 약하다. 관상수로 재배하기도 하며, 목재는 가구재와 조각재로 사용한다. 열매와 잎은 열을 내리게 하거나 심장 기능을 회복시키는 약재 또는 향료로 사용한다.